# Taeniopteryx nebulosa
Taeniopteryx nebulosa är en bäcksländeart som först beskrevs av Carl von Linné 1758.  Taeniopteryx nebulosa ingår i släktet Taeniopteryx och familjen vingbandbäcksländor. Arten är reproducerande i Sverige. Inga underarter finns listade i Catalogue of Life.

## Bildgalleri

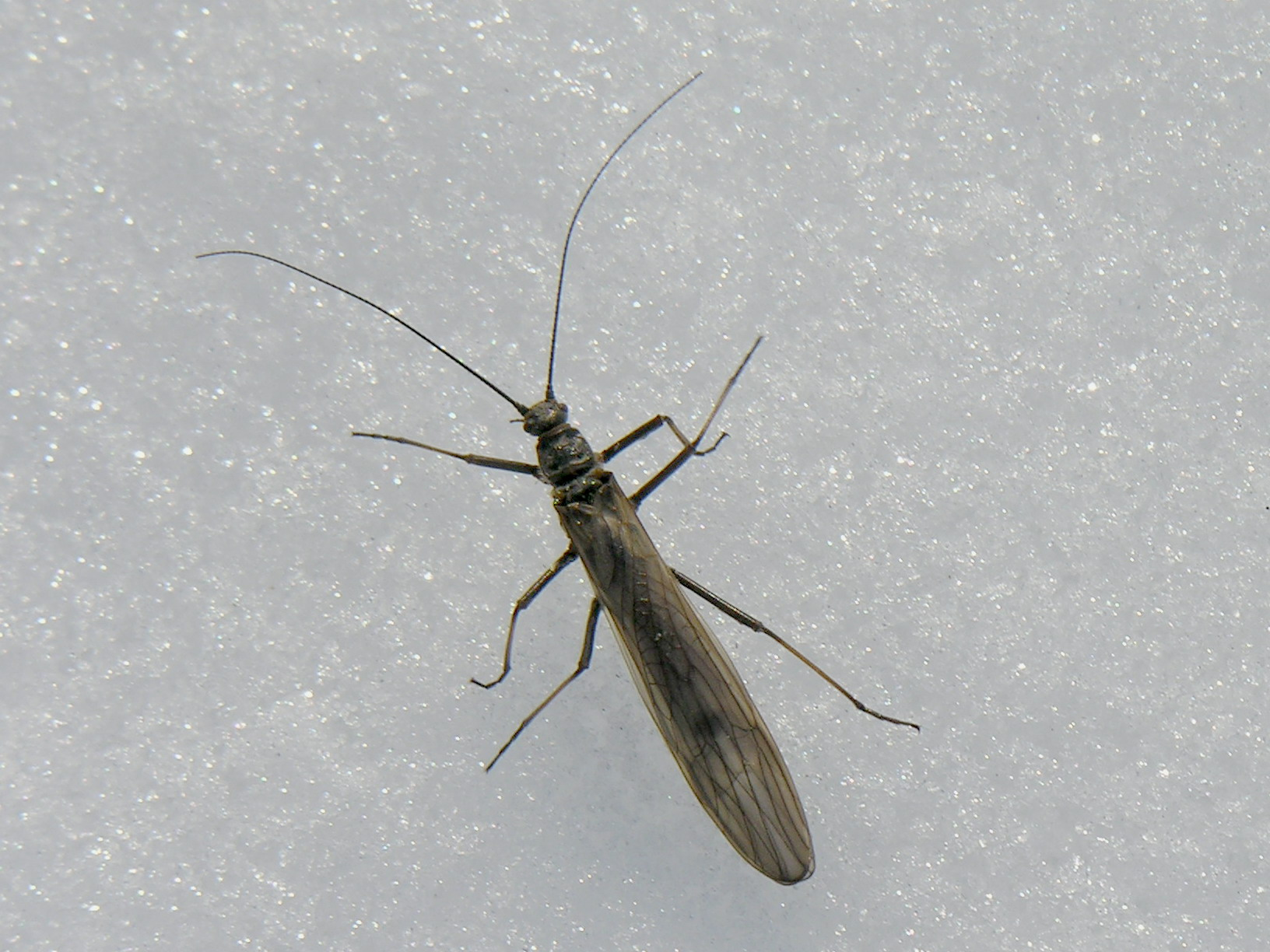
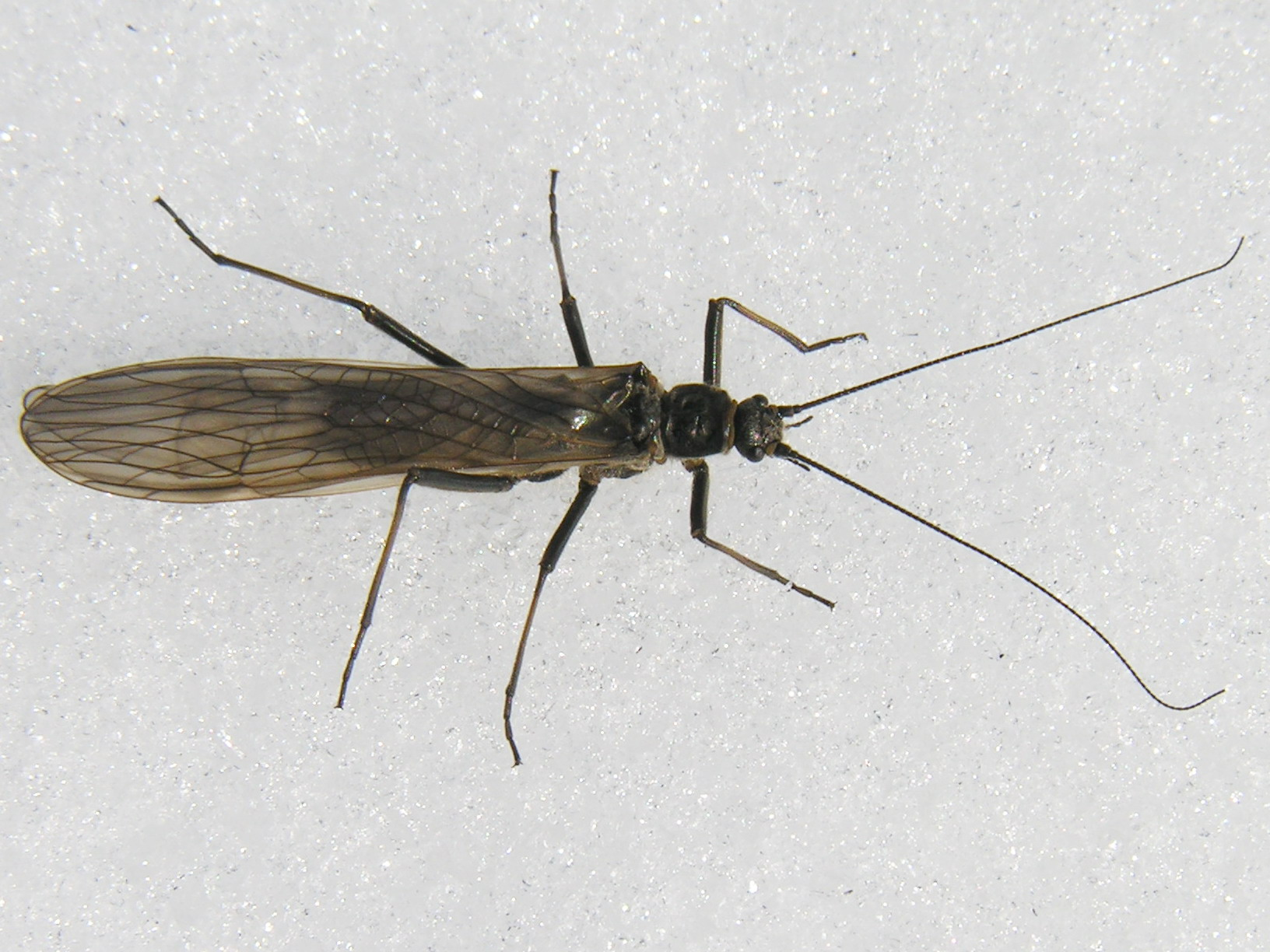